# Ctenomys frater barbarus
Ctenomys frater barbarus es una subespecie de la especie C. frater, un roedor perteneciente al género Ctenomys de la familia Ctenomyidae, los que son denominados comúnmente tuco-tucos. Se distribuye en el noroeste del Cono Sur de Sudamérica.
Es un taxón de taxonomía discutida, algunos lo trataron como una especie plena, para otros es solo una subespecie, de Ctenomys budini o de Ctenomys frater.

## Taxonomía
Este taxón fue descrito originalmente en el año 1921 como una subespecie de Ctenomys budini (es decir, Ctenomys budini barbarus) por el mastozoólogo británico Michael Rogers Oldfield Thomas.
Es un roedor con una posición taxonómica discutida.
En el año 1996, Galliari y otros la elevan a especie plena. En el año 2002, Ojeda y otros lo mantienen en esa categoría. En 2005, Woods y Kilpatrick la vuelven a tratar como subespecie de C. budini. En 2006, Barquez y otros la tratan también como una subespecie, pero de Ctenomys frater (es decir, Ctenomys frater barbarus).
Localidad tipo
La localidad tipo es: “Sunchal, a una altitud de 1200 msnm, sierra de Santa Bárbara, provincia de Jujuy, Argentina”. Otros ejemplares fueron colectados en la localidad de San Rafael, a 1000 m s. n. m.

## Distribución geográfica
Es un roedor endémico del sistema serrano de Santa Bárbara, en el noroeste de la Argentina. Se distribuye únicamente en el departamento Santa Bárbara, al oriente de la provincia de Jujuy, y al este del río San Francisco, en altitudes entre 1000 y 1800 m s. n. m.
Habita en terrenos con vegetación arenosa y dunas rojizas entre el bosque.
Holotipo
El holotipo es el catalogado como: B.M.N°.21.1.1.54. Número original: 1033. Es un macho adulto que fue colectado el 14 de junio de 1920 por E. Budin.
El ejemplar tipo midió 217 mm de longitud del cuerpo más cabeza; la cola fue de 80 mm.
Etimología
Etimológicamente, el término subespecífico barbarus es un topónimo que refiere al sistema serrano en el cual fue colectado el ejemplar tipo, la sierra de Santa Bárbara. 